# 田村茂
田村 茂（たむら しげる、1906年〈明治39年〉2月28日/1909年〈明治42年〉2月28日 - 1987年〈昭和62年〉12月16日）は、日本の写真家。本名は田村 寅重。

## 来歴・人物
北海道札幌市で農家の田村友太郎、キヨノ夫妻の四男二女の次男として生まれる。父方の祖父は旧薩摩藩士で、開拓使の長官黒田清隆に従って渡道。母・キヨノは新潟県出身。幼少の頃は親類の家を渡り歩いて暮らし、倉田百三や有島武郎などの文学を好んだという。旧制中学3年の頃に写真に興味を持つようになり、札幌の三春写真館で下働きに励んだ。1928年（昭和3年）、同写真館の三春久平の紹介で田村は上京し、翌年に開校されたオリエンタル写真学校を卒業した。卒業後はオリエンタルの菊池東洋の紹介によりアベスタジオに入り、オリエンタル内の研究所へ通って写真に使う薬剤や写真技術について学識を深めた。この頃から渡辺義雄と親睦を深めたという。また、当時の友人に詩人の瀧口修造がおり、写真で生計を立てようと考えた瀧口は、田村から写真技術の手ほどきを受けたという。田村はアベスタジオに1932年（昭和7年）の廃業まで在籍した。
1933年（昭和8年）に光映社に入り、翌年にはフリーとなっていた渡辺を同社へと招いた。1935年（昭和10年）に渡辺とともに銀座に東京スタジオを開設、広告写真を手がける。これと前後して、バウハウスの理念を踏襲した新建築工芸学院（川喜田煉七郎主宰）の出版する雑誌『住宅』の記者を務め、建築写真にも取り組んでいる。田村は同学院に在籍していたデザイナー・美術教育者の桑沢洋子の薦めにより、同学院で1年間学んだ。この頃は橋本徹郎、光墨弘、岡田桑三、土門拳、藤本四八、亀倉雄策、高橋錦吉、木村伊兵衛などと交遊した。雑誌『住宅』の写真撮影を行う上で桑沢と親密になり、二人は結婚へと至った（ただし後に互いの仕事の成功を企図して離婚する。）。
1936年（昭和11年）の秋ころから雑誌『婦人画報』を中心に活動する。同誌上ではルポルタージュも行い、また、マーティン・ムンカッチの影響を感じさせるダイナミックなファッション写真を多数発表し、この分野における日本の第一人者となった。また、雑誌『広告界』などで、桑沢や橋本らとともに、インテリア写真や就業中の人の手の撮影を手がけ、表紙写真も担当した。ルポルタージュに魅力を感じた田村は、1938年（昭和13年）に土門、藤本らと「青年報道写真研究会」を結成した。1940年（昭和15年）には橋本らが設立した日本写真工芸社で写真部長となり、海外向け欧文グラフ誌『VAN』などにおいて報道写真を手がけている。この頃にはタカクラ・テルや柳瀬正夢とも親交を深めたという。1942年（昭和17年）2月から翌年4月ごろにかけて、陸軍宣伝班員として徴用されビルマに出征した。

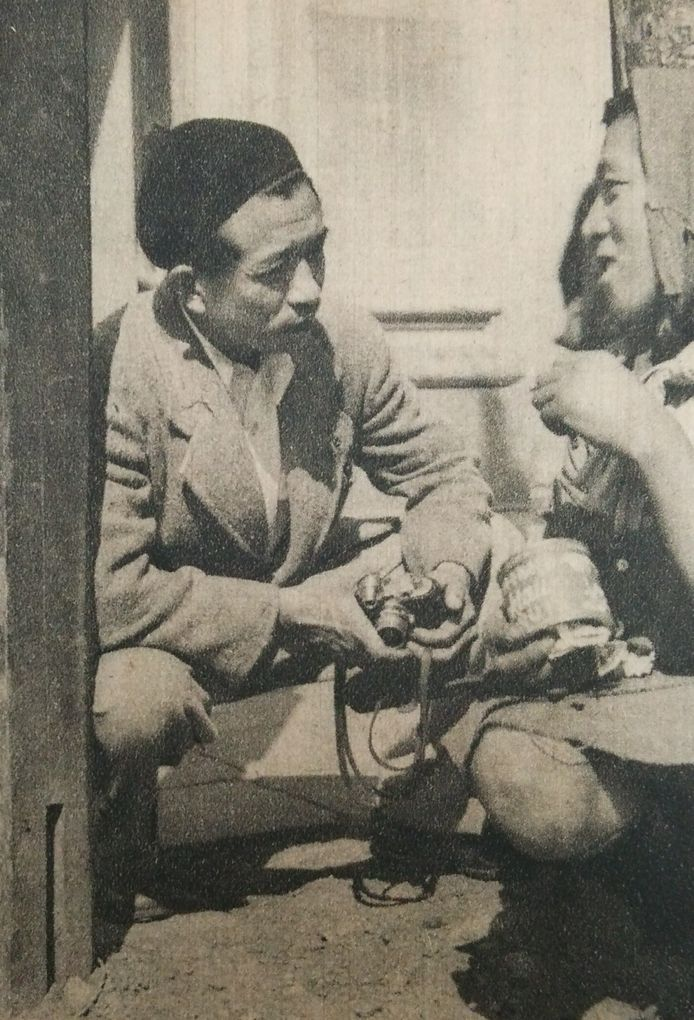
1948年頃

終戦後の1946年（昭和21年）、渡辺勉の誘いを受け社会評論グラフ雑誌『世界画報』へ写真部長として参加し、デモや集会の様子を盛んに報じた。1949年（昭和24年）6月に『世界画報』は廃刊され、同年から『文藝春秋』で「現代日本の百人」を1951年（昭和26年）8月号まで連載する。戦後は社会的な報道写真家としての立場をより明確にするようになり、1951年に三越争議に取材した代表作『訴える』を発表する。その後も米軍基地反対闘争や原水爆禁止運動、ベトナム戦争、公害問題などのテーマに精力的に取り組んだ。
1958年（昭和33年）に中東諸国の民衆の生活を写した『アラブの真実』で平和文化賞を受賞する。1963年（昭和38年）、「日本リアリズム写真集団」を結成、プロだけに留まらない写真による真実の報道、これによる日本への寄与を唱える写真運動を起こした。1966年（昭和41年）に『みんなが英雄 - 写真で見る「北ベトナム報告」』で日本ジャーナリスト会議賞、翌1967年（昭和42年）には『北ベトナムの証言 - みな殺し作戦の実態』で日本写真批評家協会賞・特別賞を受賞する。1970年代以降は、日本の風土と文化遺産の取材と記録に尽力した。1982年（昭和57年）には日本写真協会功労賞を受賞する。1987年12月16日、マロリー・ワイス症候群により歿した。
著書に『田村茂の写真人生』がある。没後3年目の1990年（平成2年）5月、『求道の写真家 田村茂』（田村茂追想集刊行委員会編著、光陽出版社）が刊行された。

### 太宰治との関係
晩年の太宰治が、仕事場で物憂げな表情で頬杖をついている有名なポートレートは、田村によって撮影された（写真は下段のギャラリーを参照）。田村は戦後の一時期、東京都三鷹市に住んでおり、同じ三鷹市民であった太宰とは一緒によく飲みに行く間柄であったという。
当時、田村は『文藝春秋』の連載「現代日本の百人」を準備しており、人気作家だった太宰も「百人」に加えるよう出版社に相談したが、心中未遂に薬物中毒といった過去を理由に断られた。撮影日付は太宰が没する4ヶ月ほど前の1948年（昭和23年）2月23日で、八幡書店から出版された太宰の生前唯一の全集用として、三鷹で27枚の連作写真が撮影された（使用機材は35ミリのライカ）。撮影コースは、玉川上水（3枚）から始まり、跨線橋（5枚）、両者の行きつけであった飲み屋「千草」（5枚）、再び玉川上水（3枚）、三鷹駅近くの踏切前（3枚）、古書店（3枚）と続き、最後は愛人・山崎富栄の下宿先で、再晩年の太宰の仕事場であった部屋（5枚）となっている。
仕事場での一枚は太宰の遺族も気に入り、後に（太宰の）長女に『太宰のイメージをつくっていただきまして、ありがとうございます』と感謝されたという。太宰の生誕100年に当たる2009年（平成21年）に、未公開作品を含むそれらの写真が、太宰のゆかりの深い青森・県立美術館、三鷹・市立芸術文化センター、山梨・県立文学館で公開された。
文学研究者の安藤宏（東京大学教授）は、太宰の無頼派としてのイメージを印象づけたのは、三鷹で田村が撮影した27枚の写真であると指摘し、「太宰は死を意識して、無頼派作家としての自分を後世に残すことを考えて、さまざまに演技していた。田村と太宰は飲み仲間で、意気投合した田村との見事な共同作品が出来上がった」と評価している

### 田村茂撮影作品ギャラリー

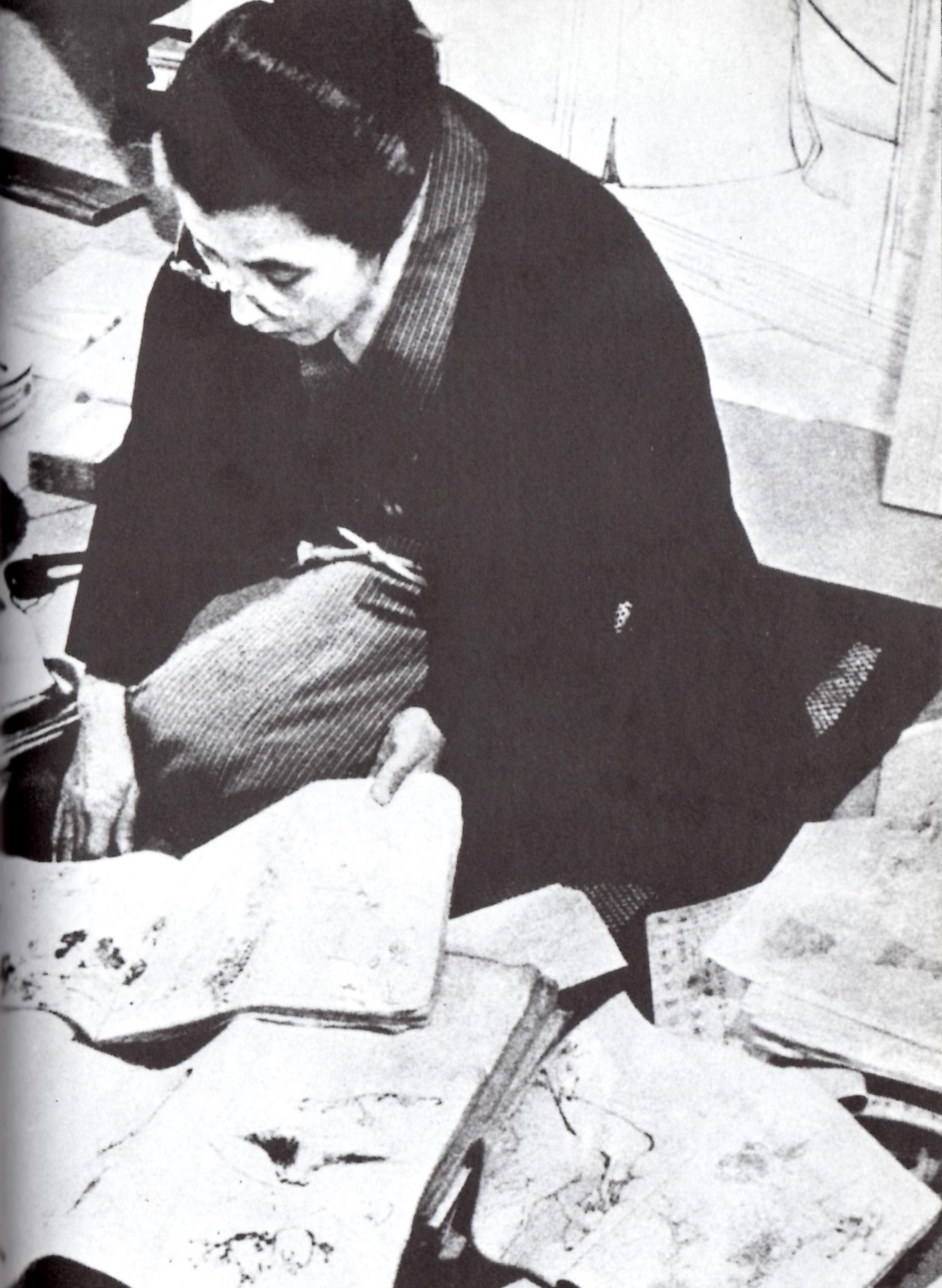
上村松園（婦人画報1942年2月号）
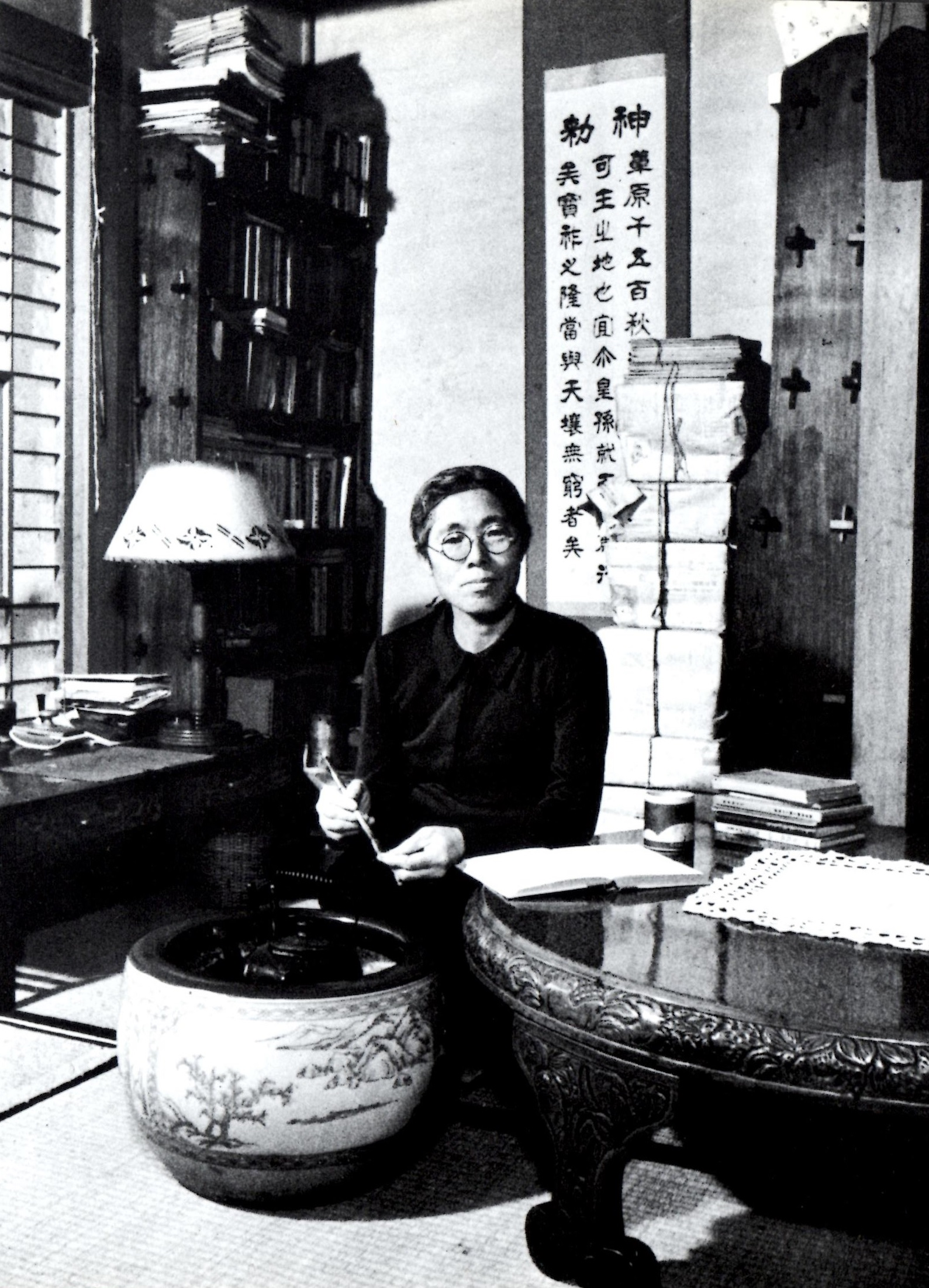
市川房枝（婦人画報1945年11月号）
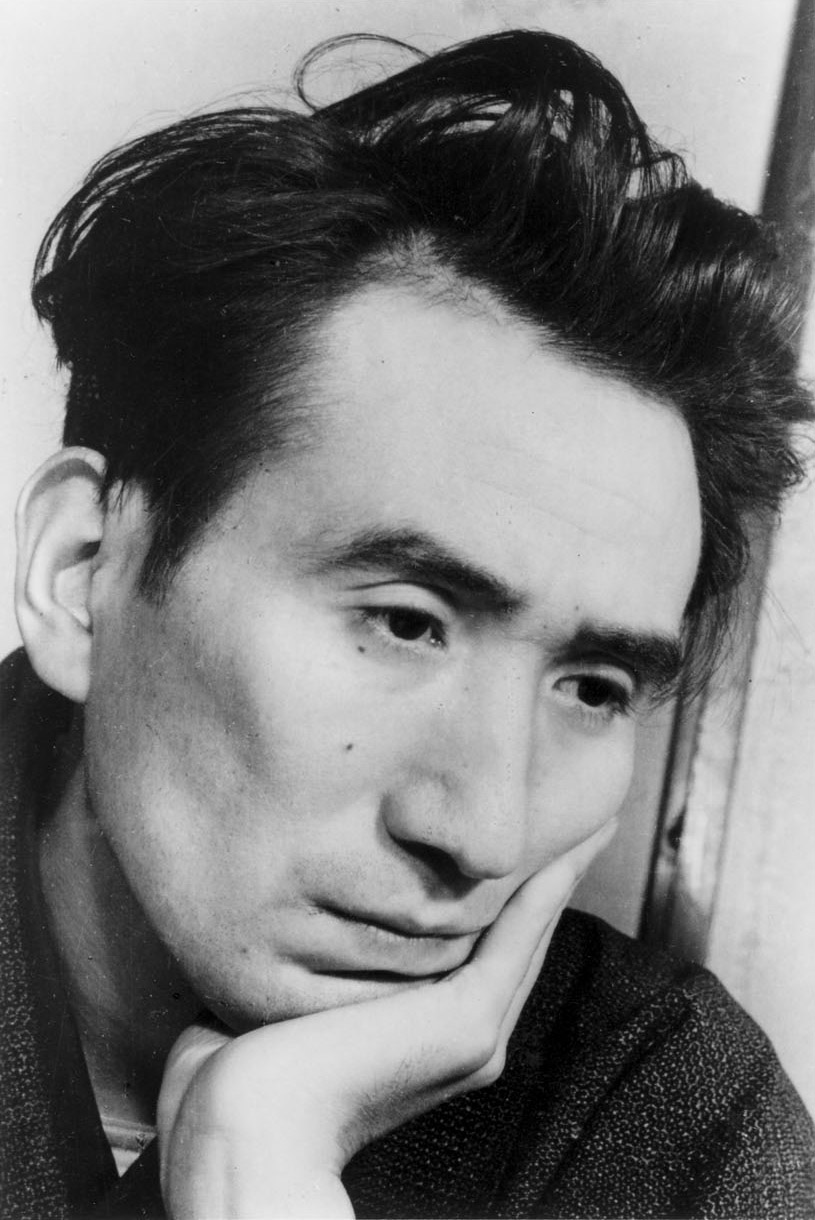
太宰治（1948年2月）
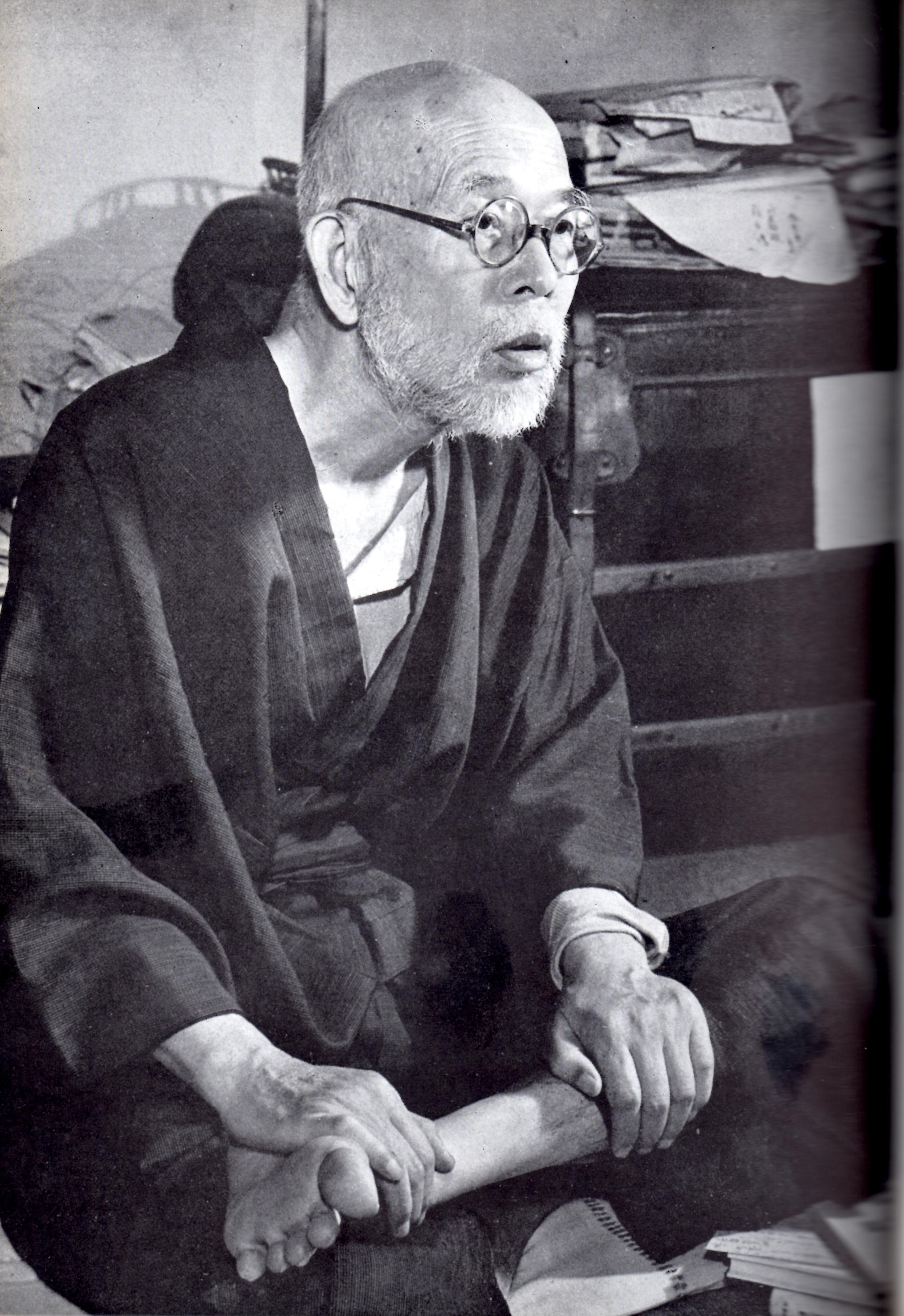
斉藤茂吉（1953年）
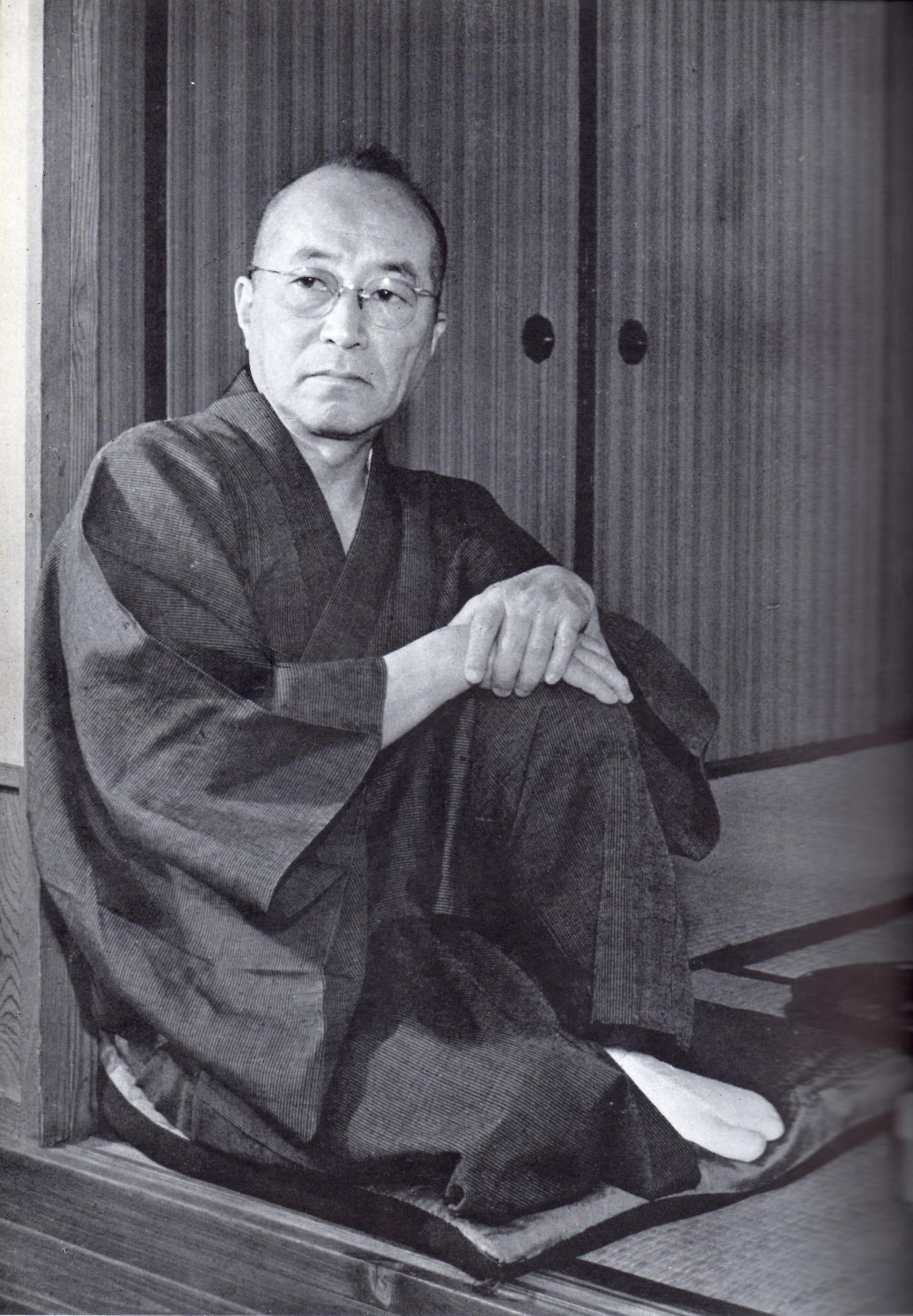
里見弴（1953年）
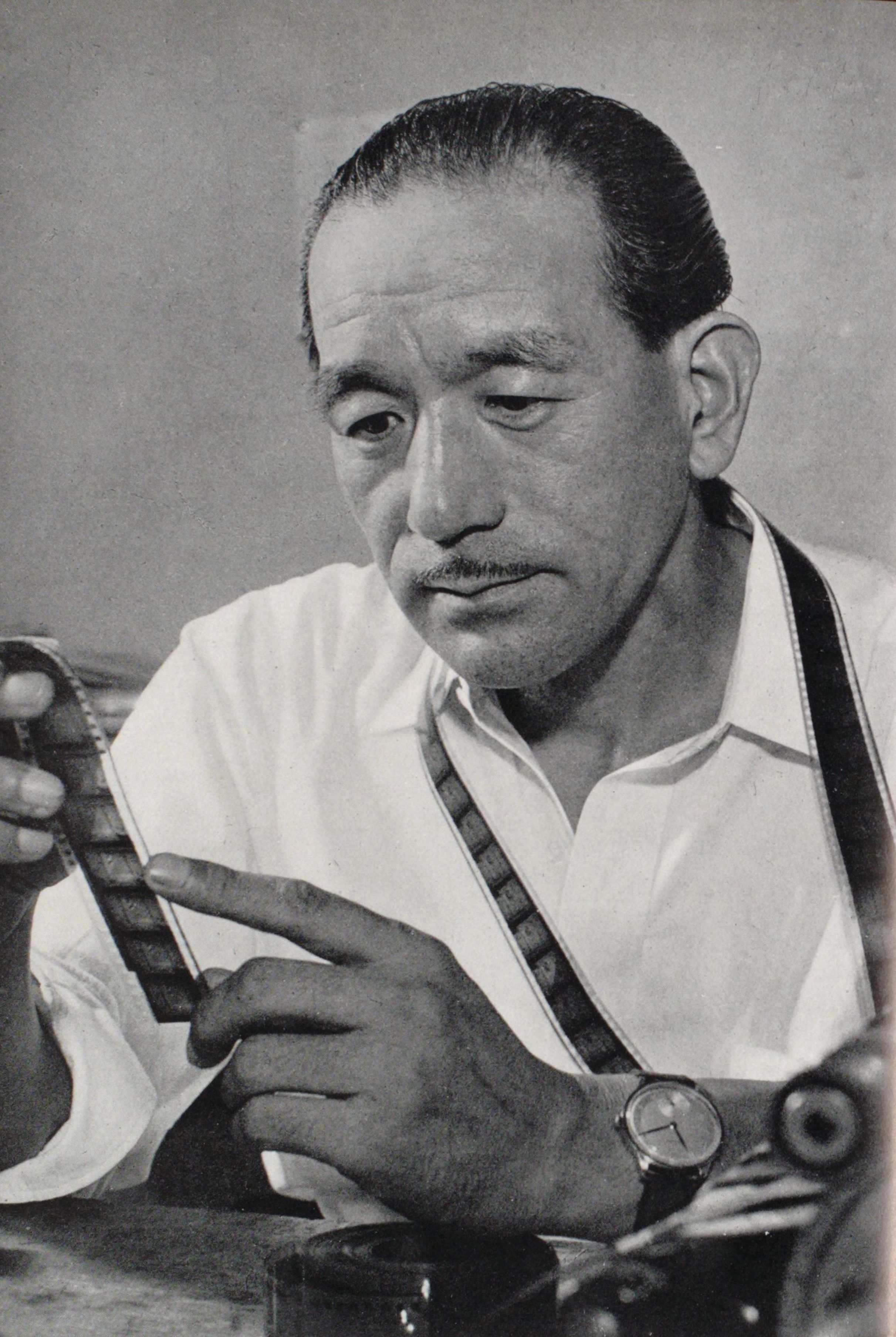
小津安二郎（1953年）
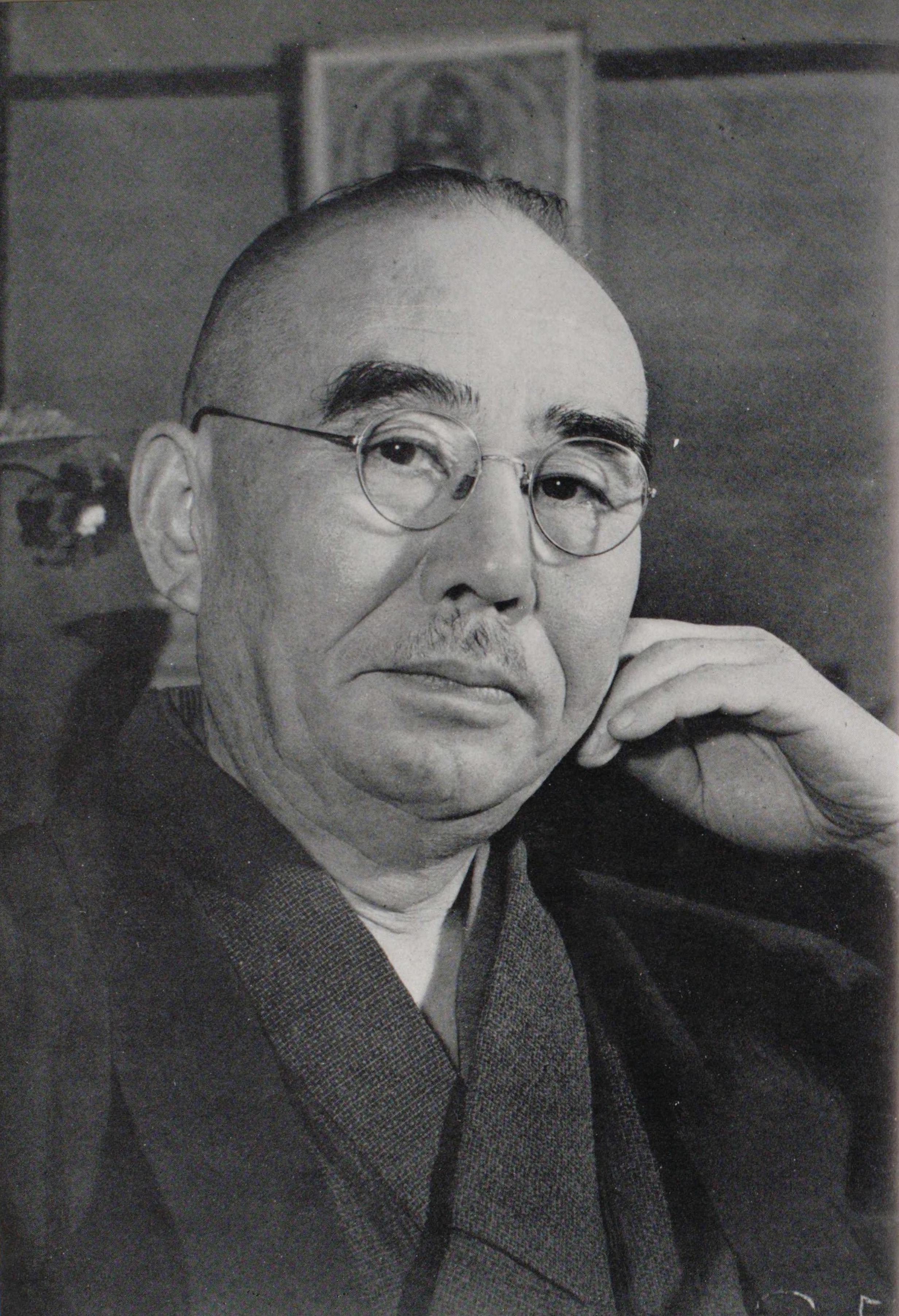
石橋湛山（1953年）

## 作品集
- 現代日本の百人（文藝春秋新社、1953年）
- アラブの真実（筑摩書房、1958年）
- みんなが英雄 ― 写真で見る「北ベトナム報告」（毎日新聞社、1965年）
- チベット（研光社、1966年）
- 北ベトナムの証言（新日本出版社、1967年）
- こどもの告発 ― サリドマイド児は生きる（サリドマイド被害児救済会、1967年）
- 日本の風土と文化（研光社、1976年）
- わがカメラの戦後史（新日本出版社、1982年）
- 素顔の文士たち（河出書房新社、2019年）

## 弟子
- 渡部雄吉
- 小松健一